# Wereldkampioenschappen baanwielrennen 1951
De wereldkampioenschappen baanwielrennen 1951 werden gehouden van 24 tot en met 28 augustus 1951 in het Italiaanse Milaan. Er stonden vijf onderdelen op het programma, drie voor beroepsrenners en twee voor amateurs.

## Uitslagen

### Beroepsrenners
| Onderdeel     | Goud            | Goud                | Zilver            | Zilver    | Brons              | Brons      |
| ------------- | --------------- | ------------------- | ----------------- | --------- | ------------------ | ---------- |
| Sprint        | Reginald Harris | Verenigd Koninkrijk | Jacques Bellenger | Frankrijk | Sydney Patterson   | Australië  |
| Achtervolging | Hugo Koblet     | Zwitserland         | Wim van Est       | Nederland | Kay-Werner Nielsen | Denemarken |
| Stayeren      | Jan Pronk       | Nederland           | Andreas Leliaert  | België    | Henri Lemoine      | Frankrijk  |

### Amateurs
| Onderdeel     | Goud          | Goud   | Zilver            | Zilver    | Brons            | Brons  |
| ------------- | ------------- | ------ | ----------------- | --------- | ---------------- | ------ |
| Sprint        | Enzo Sacchi   | Italië | Russell Mockridge | Australië | Marino Morettini | Italië |
| Achtervolging | Mino De Rossi | Italië | Raphaël Glorieux  | België    | Guido Messina    | Italië |

### Medaillespiegel
| Plaats | Land                | Goud | Zilver | Brons | Totaal |
| 1      | Italië              | 3    | 0      | 2     | 5      |
| 2      | Nederland           | 1    | 0      | 0     | 1      |
| 2      | Verenigd Koninkrijk | 1    | 0      | 0     | 1      |
| 4      | België              | 0    | 2      | 0     | 2      |
| 5      | Australië           | 0    | 1      | 1     | 2      |
| 5      | Frankrijk           | 0    | 1      | 1     | 2      |
| 7      | Zwitserland         | 0    | 1      | 0     | 1      |
| 8      | Denemarken          | 0    | 0      | 1     | 1      |
| Totaal | Totaal              | 5    | 5      | 5     | 15     |